# Bolbitis subcrenata
Bolbitis subcrenata là một loài dương xỉ trong họ Dryopteridaceae. Loài này được Hook. & Grev. mô tả khoa học đầu tiên.
Danh pháp khoa học của loài này chưa được làm sáng tỏ. 